# Vidua nigeriae
Vidua nigeriae là một loài chim trong họ Viduidae.